# 奇薩戈萊克鎮區 (明尼蘇達州奇薩戈縣)
奇薩戈萊克鎮區（英語：Chisago Lake Township）是位於美國明尼蘇達州奇薩戈縣的一個行政鎮區。

## 地方資料
奇薩戈萊克鎮區的面積為136.20平方千米，當中陸地面積為112.10平方千米，而水域面積為24.10平方千米。根據2020年美國人口普查的數據，當地共有人口4818人，而人口密度為每平方千米35.37人。